# Neocteniza platnicki
Neocteniza platnicki là một loài nhện trong họ Idiopidae.
Loài này thuộc chi Neocteniza. Neocteniza platnicki được Pablo A. Goloboff miêu tả năm 1987.